# Gillett (Wisconsin)
Gillett è una città degli Stati Uniti d'America, situata in Wisconsin, nella Contea di Oconto.